# Estació d'Hesdigneul
L'estació de Pont-de-Briques és una estació ferroviària situada al municipi francès d'Hesdigneul-lès-Boulogne (al departament del Pas de Calais).
És servida pels trens del TER Nord-Pas-de-Calais i TER Picardie (de Calais-Ville a Amiens).
| Provinença   | Estació anterior | Línia                  | Estació següent | Destinació |
| ------------ | ---------------- | ---------------------- | --------------- | ---------- |
| Calais-Ville | Pont-de-Briques  | TER Nord-Pas-de-Calais | Neufchâtel      | Amiens     |